# David Brion Davis
David Brion Davis (16 février 1927 - 14 avril 2019) est un historien intellectuel et culturel américain et une autorité de premier plan en matière d'Esclavage et d'abolition dans le monde occidental. Il est professeur d'histoire à l'université Yale et fondateur et directeur du centre Gilder Lehrman de Yale pour l'étude de l'esclavage, de la résistance et de l'abolition.
Davis est l'auteur ou l'éditeur de 17 livres. Ses livres mettent l'accent sur les liens religieux et idéologiques entre les conditions matérielles, les intérêts politiques et les nouvelles valeurs politiques. L’idéologie, selon lui, n’est pas une déformation délibérée de la réalité ou une façade pour des intérêts matériels ; il s’agit plutôt du prisme conceptuel à travers lequel des groupes de personnes perçoivent le monde qui les entoure.

## Jeunesse
Né à Denver en 1927, fils de Clyde Brion Davis, journaliste, romancier et scénariste, et de Martha Elizabeth (Wirt) Davis, artiste et écrivain, Davis vit une enfance itinérante en Californie, au Colorado, à New York, Colorado et État de Washington. Il fréquente cinq écoles secondaires en quatre ans, mais est populaire parmi ses pairs. En 1950, il obtient un baccalauréat en philosophie du Dartmouth College, puis un doctorat à l'Université Harvard en 1956.
Pendant la Seconde Guerre mondiale, Davis est enrôlé dans l'armée américaine en juin 1945. Sur le navire transportant des troupes vers la France à l'automne 1945, il est témoin de la ségrégation et des mauvais traitements infligés aux soldats noirs. Il est affecté à l'occupation de l'Allemagne en 1945-1946. Comme il connait un peu l'allemand, Davis est affecté à la police civile. Davis, dont les parents « se sont tous deux rebellés contre leur éducation chrétienne », ne s'est identifié à aucune religion jusqu'à ce qu'il épouse Toni Hahn Davis, qui est juive. En 1987, Davis commence sa conversion au judaïsme et organise une Bar Mitzvah en 2008.

## Carrière
Après avoir été membre du corps professoral de l'Université Cornell pendant 14 ans, Davis enseigne à Yale de 1970 à 2001. Il occupe des postes d'un an en tant que professeur invité Harold Vyvyan Harmsworth d'histoire américaine à l'Université d'Oxford (1969-1970), au Centre d'études avancées en sciences du comportement de l'Université Stanford et en tant que première chaire de la Fondation franco-américaine en sciences américaines. Civilisation à l'École des hautes études en sciences sociales de Paris.
Davis reçoit le Prix Pulitzer de l'essai en 1967 et la Médaille nationale des sciences humaines, décernée par le président Barack Obama en 2014 pour « avoir remodelé notre compréhension de l'histoire ». Il reçoit également le National Book Critics Circle Award 2015 pour la non-fiction générale, le Prix Anisfield-Wolf en 2015 pour l'ensemble de sa contribution à la compréhension publique du racisme et à l'appréciation de la diversité culturelle, et le Biennial Coif Book Award 2015, une distinction décernée par le Association of American Law Schools pour le principal ouvrage sur le droit publié en 2013 et 2014.
Dans un essai paru dans l'American Historical Review de 1968 intitulé « Quelques orientations récentes de l'histoire culturelle américaine », Davis exhorte les historiens à consacrer davantage d'attention à la dimension culturelle afin d'améliorer la compréhension des controverses sociales, de la prise de décision politique et de l'expression littéraire. À une époque où l'histoire sociale est ascendante et où l'histoire culturelle est associée à l'étude des arts, du goût et de la culture populaire, et l'histoire intellectuelle à l'étude d'idées abstraites largement séparées des contextes sociaux spécifiques, il appelle à une histoire centrée sur sur les croyances, les valeurs, les peurs, les aspirations et les émotions.
Antebellum American Culture (1979), son regard panoramique sur le discours culturel autour de l'ethnicité, du genre, de la famille, de la race, de la science, de la richesse et du pouvoir dans les États-Unis d'avant la guerre civile, avance l'argument selon lequel la culture américaine doit être comprise en termes d'une « guerre civile morale » en cours. Divers groupes d'Américains ont débattu de « ce qui se passait, qui faisait quoi à qui, de quoi craindre et pour quoi se battre ». Il suggère qu’un groupe relativement restreint d’écrivains, de prédicateurs et de réformateurs du Nord-Est des États-Unis au XIXe siècle a finalement réussi à définir un ensemble de normes pour la classe moyenne concernant l’éducation, les goûts, les rôles sexuels, la sensibilité et la respectabilité morale.

## Historien de l'esclavage
Dans une série de livres, d'articles et de conférences marquants, Davis est allé au-delà d'une vision de l'esclavage qui se concentre sur l'institution dans chaque nation pour examiner la « vue d'ensemble », la vision multinationale des origines, du développement et de l'abolition de l’esclavage du Nouveau Monde. Le plus important de ses livres est sa trilogie sur l’histoire de l’esclavage dans le monde occidental, qui révèle la centralité de l’esclavage dans l’histoire américaine et atlantique. La trilogie comprend le lauréat du prix Pulitzer The Problem of Slavery in Western Culture (1966), The Problem of Slavery in the Age of Revolution, 1770-1823 (1975) et The Problem of Slavery in the Age of Emancipation (2014). Il est attaché à une conception de la culture comme un processus impliquant conflit, résistance, invention, accommodement, appropriation et, par-dessus tout, pouvoir, y compris le pouvoir des idées. La culture, selon lui, implique une cacophonie de voix mais aussi des relations sociales qui impliquent hiérarchie, exploitation et résistance.

### Prix
- Prix Anisfield-Wolf, 1967
- Prix Pulitzer de l'essai, 1967 (The Problem of Slavery in Western Culture)[14]
- Prix Albert J. Beveridge de la Société américaine d'histoire, 1975
- Prix Bancroft, 1976
- Prix national du livre d'histoire et de biographie, 1976 (The Problem of Slavery in the Age of Revolution)[15]
- Prix Bruce Catton de la Société des historiens américains pour l'ensemble de sa carrière, 2004
- Prix Ralph Waldo Emerson de la Société Phi Beta Kappa, 2007
- Médaille nationale des sciences humaines, remise par le président Barack Obama lors de la cérémonie à la Maison Blanche en 2014
- Lauréat du National Book Critics Circle Award pour The Problem of Slavery in the Age of Emancipation, 2015[16]
- Prix Anisfield-Wolf pour l'ensemble de sa carrière, 2015
- Prix Gilder Lehrman de l'Institut d'histoire américaine pour l'ensemble de sa carrière, 2015

## Publications
- Homicide in American Fiction, 1798–1860: A Study in Social Values, Cornell University Press, 1957; paperback ed., 1968.
- The Problem of Slavery in Western Culture, Cornell University Press, 1966. 1967 Pulitzer Prize for General Nonfiction. History Book Club selection, 1967, paperback ed., 1969; Penguin British ed., 1970; online edition from ACLS E-Books
- Ante-Bellum Reform (editor), Harper and Row, 1967.
- The Slave Power Conspiracy and the Paranoid Style, Louisiana State University Press, 1969. Paperback ed., 1982.
- Was Thomas Jefferson an Authentic Enemy of Slavery? (pamphlet), Oxford, Clarendon Press, 1970.
- The Fear of Conspiracy: Images of Un-American Subversion from the Revolution to the Present(editor). Cornell University Press, 1971; paperback ed., 1972.
- The Problem of Slavery in the Age of Revolution, 1770–1823, Cornell University Press, 1975; paperback ed., 1976.
- The Great Republic, "Part III, Expanding the Republic, 1820–1860," a two-volume textbook by Bernard Bailyn and five other historians; D.C. Heath, textbook, 1977.
- Antebellum American Culture: An Interpretive Anthology, Antebellum American Culture: An Interpretive Anthology, D.C. Heath, 1979
- Slavery and the Idea of Progress (address to the Center for the Study of Southern Culture and Religion, February 28, 1979) read online
- The Emancipation Moment (pamphlet), Gettysburg College, 1984.
- Slavery and Human Progress, Oxford University Press, 1984. History Book Club alternate selection.
- Slavery in the Colonial Chesapeake (pamphlet), Colonial Williamsburg Foundation, 1986.
- From Homicide to Slavery: Studies in American Culture, Oxford University Press, 1986.
- Revolutions: Reflections on American Equality and Foreign Liberations, Harvard University Press, 1990. German translation, 1993.
- Co-author, The Antislavery Debate: Capitalism and Abolitionism as a Problem in Historical Interpretation, ed. Thomas Bender. University of California Press, Berkeley, 1992.
- The Boisterous Sea of Liberty: A Documentary History of America from Discovery Through the Civil War, co-editor Steven Mintz, Oxford University Press, 1998.
- In the Image of God: Religion, Moral Values, and Our Heritage of Slavery, Yale University Press, 2001.
- Challenging The Boundaries Of Slavery, Harvard University Press, 2003.
- Inhuman Bondage: The Rise and Fall of Slavery in the New World, Oxford University Press, 2006
- The Problem of Slavery in the Age of Emancipation, Alfred A. Knopf, 2014.
- "The Problem of Slavery", Introduction to A Historical Guide to World Slavery, ed. Drescher and Engerman, Oxford University Press 1998; read online